# 파머 통합당

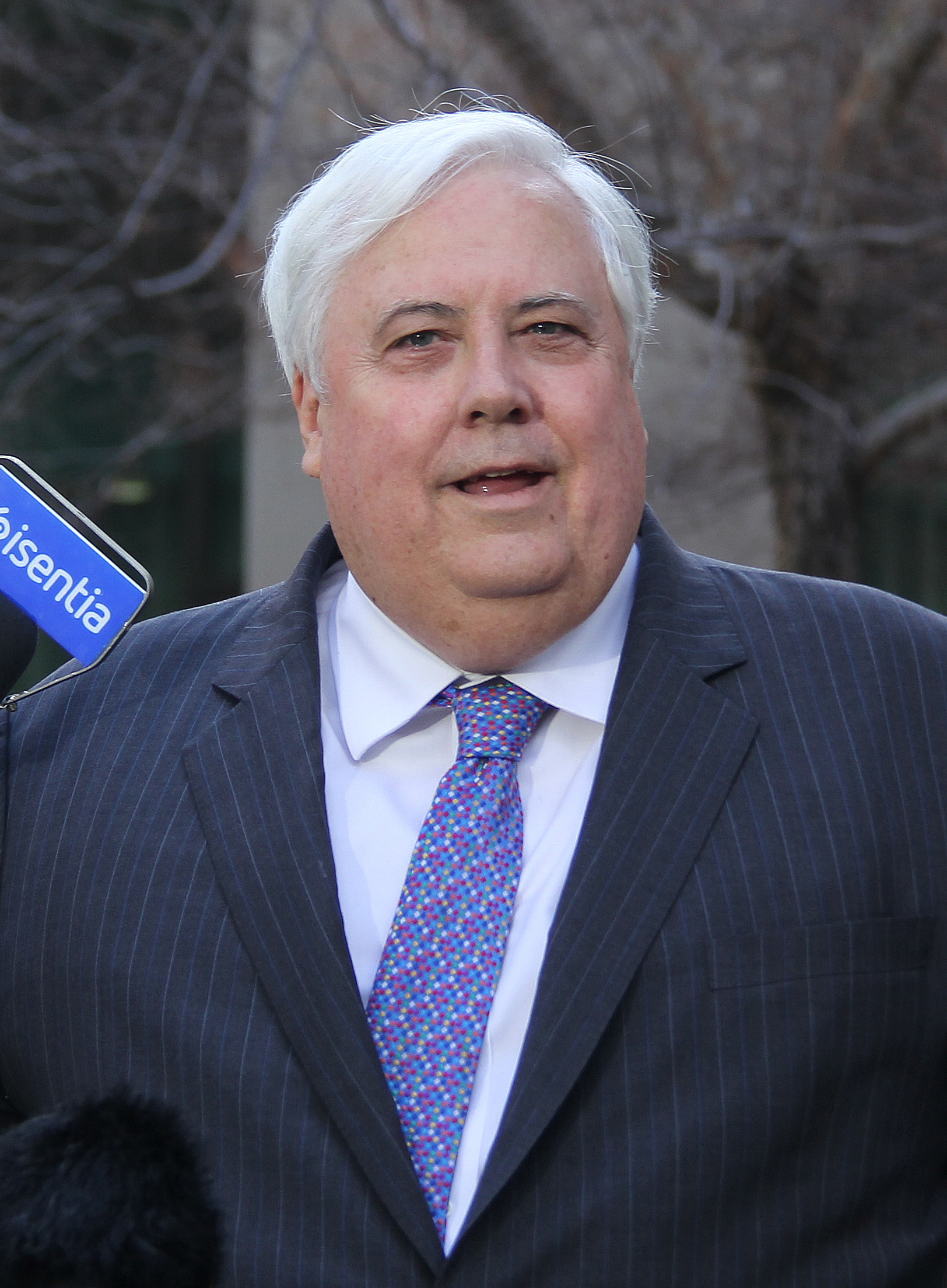

파머 통합당(영어: Palmer United Party)은 2013년 4월에 광산 거물 클리브 파머에 의해 결성된 오스트레일리아의 정당이다. 이 당은 원래 통합 오스트레일리아당(영어: United Australia Party)으로 창당되었는데, 동일한 이름의 이전에 있었던 정당의 부활체로서 이름을 붙인 것이다. 그러나 통합 오스트레일리아당은 궤적 등록을 빠르게 하고 유사한 이름을 가진 정당들과의 상충을 피하기 위해 창당 1개월 후에 현재의 당명을 채택했다.

## 역대 선거결과

### 오스트레일리아 하원
| 년도   | 대표        | 합계    | %    | 의석    | +/– | 순위 | 여당       |
| ------ | ----------- | ------- | ---- | ------- | --- | ---- | ---------- |
| 2013년 | 클리브 파머 | 709,035 | 5.49 | 1 / 150 | 1   | 5위  | Crossbench |
| 2016년 | 클리브 파머 | 315     | 0.00 | 0 / 150 | 1   |      | Crossbench |

### 오스트레일리아 상원
| 년도   | 대표        | 합계    | %    | 의석   | +/– | 순위 | 여당       |
| ------ | ----------- | ------- | ---- | ------ | --- | ---- | ---------- |
| 2013년 | 클리브 파머 | 658,976 | 4.91 | 2 / 76 | 3   | 4위  | Crossbench |
| 2016년 | 클리브 파머 | 26,028  | 0.2  | 0 / 76 | 1   |      | Crossbench |

## 같이 보기
- 오스트레일리아의 정당
- 오스트레일리아 자동차열광자당